# کری-ان ماس
کری-ان ماس (به انگلیسی: Carrie-Anne Moss) (زاده ۲۱ اوت ۱۹۶۷) بازیگر اهل کانادا است که بیشتر برای ایفای نقش ترینیتی در سری ماتریکس شناخته شده است. از دیگر کارهای مطرح وی ممنتو٬ شکلات و غیرقابل تصور هستند.

## اوایل زندگی
کری در شهر برنابی در استان بریتیش کلمبیا زاده شده و والدینش ملوین و باربارا ماس هستند. مادرش نام وی را به دنبال آهنگ کری آن از گروه راج در ۱۹۶۷ که در ماه مه همان سال منتشر شده بود انتخاب کرد. موس در زمان کودکی با مادرش در ونکوور زندگی می‌کرد. در سن ۱۱ سالگی به گروه تئاتر موزیکال کودکان ونکوور پیوست و بعدها با گروه سرود دبیرستان مگی به تور اروپا رفت.

## فیلم‌شناسی
| سال  | عنوان                  | نقش             |
| ---- | ---------------------- | --------------- |
| ۱۹۹۹ | ماتریکس                | ترینیتی         |
| ۲۰۰۰ | شکلات                  | کارولین کلرمونت |
| ۲۰۰۰ | ممنتو                  | ناتالی          |
| ۲۰۰۰ | سیاره سرخ              |                 |
| ۲۰۰۳ | ماتریکس: بارگذاری مجدد | ترینیتی         |
| ۲۰۰۳ | انقلاب‌های ماتریکس      | ترینیتی         |
| ۲۰۰۴ | مظنون شماره صفر        |                 |
| ۲۰۰۵ | شادی در دوزهای کم      |                 |
| ۲۰۰۶ | اولین بار مینی         |                 |
| ۲۰۰۶ | کیک برفی               |                 |
| ۲۰۰۷ | آشفته                  | جولی برچت       |
| ۲۰۰۹ | عشق لطمه می‌زند         | آماندا بینگهام  |
| ۲۰۱۰ | غیرقابل تصور           | مامور هلن برودی |
| ۲۰۱۱ | سایلنت هیل: مکاشفات    | کلودیا وُلف      |
| ۲۰۱۱ | کرم‌های شب‌تاب باغ       | کلی هنسون       |
| ۲۰۱۳ | اجبار                  |                 |
| ۲۰۱۴ | پمپئی                  | اورلیا          |
| ۲۰۱۴ | ترانه فیل              | اولیویا         |
| ۲۰۱۵ | فرانکنشتاین            | ماری            |
| ۲۰۲۱ | ماتریکس ۴              | ترینیتی         |
| ۲۰۲۴ | تنها بمیر              |                 |